# Olympus Maculae
Le Olympus Maculae sono una struttura geologica della superficie di Marte.